# 中島喜久平
中島 喜久平（なかじま きくへい、1883年6月 - 1914年8月2日）は、日本の文筆家。

## 略歴
長野県諏訪郡米沢村（現・茅野市）出身。諏訪郡立実科中学校（現・長野県諏訪清陵高等学校・附属中学校）を経て、第一高等学校に試験の成績一番で入学。同期に鶴見祐輔がいた。東京帝国大学法科大学卒業。中島菫畝の筆名で執筆をしている。

## 著書
- 『偉人二宮尊徳 勅語教訓』修文館 1910年（挿絵：坂田耕雪）
- 『偉人伊藤公爵 勅語教訓』修文館 1910年（挿絵・表紙：坂田耕雪）
- 『赤穂義士』修文館 1912年
- 『菊水の旗風 勅語教訓』修文館 1912年
- 『誠忠乃木大将』修文館 1913年

## 作詞
- 長野県諏訪清陵高等学校・附属中学校第二校歌